# Pentachaeta bellidiflora
Espèce
Pentachaeta bellidiflora (ou Chaetopappa bellidiflora) est une espèce de plantes à fleurs du genre Pentachaeta et de la famille Asteraceae originaire de de Californie. Plante sauvage menacée, elle est endémique à la région de la baie de San Francisco.